# Stokes-Zahl
Die Stokes-Zahl {\displaystyle St} (nach: George Gabriel Stokes) ist die dimensionslose Kennzahl, die die Bedeutung der Massenträgheit eines Teilchens (Staubkorn, Tröpfchen, Blase) für seine Bewegung in einem bewegten Fluid (Gas oder Flüssigkeit) angibt. Sie ist definiert als das Verhältnis
{\displaystyle St={\frac {t_{\mathrm {T} }}{t_{\mathrm {F} }}}}
- der charakteristischen Zeit {\displaystyle t_{\mathrm {T} }}, mit der sich durch Reibung die Geschwindigkeit des Teilchens der Geschwindigkeit des umgebenden Fluids anpasst,
- zur charakteristischen Zeit {\displaystyle t_{\mathrm {F} }}, in der das Fluid selbst durch äußere Einflüsse seine Geschwindigkeit ändert.

Für {\displaystyle {\mathit {St}}\ll 1} folgt das Teilchen der lokalen Strömung.
In Situationen, in denen die Stokes-Zahl verwendet wird, sind die Teilchen meist so klein, dass die Reibungskraft zwischen Teilchen und Fluid proportional zur Driftgeschwindigkeit ist (Stokessche Reibung). Dann ist {\displaystyle t_{\mathrm {T} }} wohldefiniert als die Dämpfungszeitkonstante, mit der eine Driftgeschwindigkeit, deren Ursache plötzlich wegfällt, exponentiell abklingt.
Schwingt das Fluid in einem Schallfeld, dann ist {\displaystyle t_{\mathrm {F} }} der Kehrwert der Kreisfrequenz {\displaystyle \omega }:
{\displaystyle t_{\mathrm {F} }={\frac {2\cdot \pi }{\omega }}}
Wird das Fluid durch eine Düse beschleunigt (Anwendung Impaktor), durch einen Diffusor abgebremst (Anwendung Probenahme) oder weicht es einer Faser aus (Filtration), dann setzt man
{\displaystyle t_{\mathrm {F} }={\frac {D}{u}}}
worin
- {\displaystyle D} der Durchmesser der Öffnung bzw. der Faser ist
- {\displaystyle u} die Strömungsgeschwindigkeit.